# Donji Jelovac
Donji Jelovac (szerbül: Доњи Јеловац), falu Bosznia-Hercegovinában, Bosanska krajina területén, Kozarska Dubica községben, a Szerb Köztársaságban. 

## Fekvése
Bosznia-Hercegovina északi részén, Banja Lukától légvonalban 53, közúton 68 km-re északnyugatra, községközpontjától légvonalban 14, közúton 19 km-re délnyugatra, 200 - 420 méteres tengerszint feletti magasságban, a Potkozarje dombjai között fekszik. Házai a Knežica-folyó völgyének forrásvidéke felett (a Száva-medence jobb oldala) a domboldalon épültek. A patakvölgyek feletti lejtőkön épült házcsoportokból áll. Áthalad rajta a Dubicáról Prijedorra vezető út. A boszniai háború idején a lakosság száma meredeken csökkent. A falu két ortodox templomnak és egy mezőgazdasági szövetkezetnek ad otthont.

## Népessége
| Nemzetiségi csoport | Népesség 1991 | Népesség 2013 |
| ------------------- | ------------- | ------------- |
| Szerb               | 453           | 255           |
| Bosnyák             | 0             | 0             |
| Horvát              | 3             | 3             |
| Jugoszláv           | 5             | 0             |
| Egyéb               | 5             | 0             |
| Összesen            | 466           | 258           |

## Története
A település 1878-ig tartozott az Oszmán Birodalomhoz, ekkor a berlini kongresszus határozata alapján az Osztrák-Magyar Monarchia része lett. 1879-ben az első osztrák-magyar népszámlálás során a Kostajnicai járáshoz tartozó Bosanska Dubica község részeként „Jelovac” falunak 33 háztartása és 197 ortodox szerb lakosa volt. 1910-ben a Bosanska Dubica-i járásban fekvő településen 76 háztartást, 611 ortodox szerb és 2 katolikus horvát lakost találtak.A monarchia szétesésével 1918-ben előbb a Szerb-Horvát-Szlovén Királyság, majd 1929-től a Jugoszláv Királyság része. 1921-ben a községnek 96 háztartása és 636 lakosa volt. Jugoszlávia megszállása után a falu a Független Horvát Állam (NDH) része lett. Itt történt a szerbek áttörése 1942-ben, amikor mintegy 20 ezer Kozarából menekülő embert sikerült megmenteni az ellenséges bekerítéstől.
1945-től a település a szocialista Jugoszlávia része volt. A Bosznia-Hercegovinában zajló polgárháború idején a település a Boszniai Szerb Köztársaság része volt. Jugoszlávia felbomlása és a bosznia-hercegovinai háború során a falu nem szenvedett jelentősebb veszteségeket. 1995. szeptember 18-án és 19-én az Una horvát hadművelet keretében Kozarska Dubica község területét megtámadta a Horvát Köztársaság hadserege (HV). Ezt a támadást a Boszniai Szerb Köztársaság hadserege (VRS) és a helyi lakosság visszaverte. A harcok nem értek el idáig. A daytoni békeszerződést követő területfelosztásnál a település, Kozarska Dubica község részeként a Szerb Köztársaság területéhez került.

## Nevezetességei
- Az Úr mennybementele tiszteletére szentelt ortodox temploma keletelt, egyhajós épület. Harangtornya a nyugati homlokzat előtt áll.[8]

- Az Istenhordozó Szent Ignác tiszteletére szentelt ortodox temploma.